# Polystachya mystacioides
Polystachya mystacioides är en orkidéart som beskrevs av De Wild. Polystachya mystacioides ingår i släktet Polystachya och familjen orkidéer. Inga underarter finns listade i Catalogue of Life.